# Trofeo Ramón de Carranza
Trofeum Ramóna de Carranza (hiszp. Trofeo Ramón de Carranza) – międzynarodowy klubowy turniej piłkarski rozgrywany od 1955 w Hiszpanii i organizowany przez Cádiz CF, w pamięć jego byłego prezydenta Ramóna de Carranza, imieniem którego nazwano również stadion klubu. W turnieju brały udział czołowe zespoły z Europy i Ameryki Południowej. Każda edycja turnieju składała się z dwóch meczów półfinałowych, meczu o 3. miejsce oraz finału.
Po raz pierwszy rozegrany w sierpniu 1955 roku i jest jednym z najbardziej prestiżowych turniejów letnich w Hiszpanii obok Trofeo Teresa Herrera.

## Finały
| Edycja      | Rok  | Mistrz               | Wicemistrz                | 3 miejsce                      | 4 miejsce                      |
| ----------- | ---- | -------------------- | ------------------------- | ------------------------------ | ------------------------------ |
| I (1)       | 1955 | Sevilla FC           | Atlético de Portugal      | –                              | –                              |
| II (2)      | 1956 | Sevilla FC           | Atlético Madryt           | –                              | –                              |
| III (3)     | 1957 | Sevilla FC           | Athletic Bilbao           | Racing Club & CF Os Belenenses | Racing Club & CF Os Belenenses |
| IV (4)      | 1958 | Real Madryt          | Sevilla FC                | Wiener Sport-Club              | AS Roma                        |
| V (5)       | 1959 | Real Madryt          | FC Barcelona              | A.C. Milan                     | Standard Liège                 |
| VI (6)      | 1960 | Real Madryt          | Athletic Bilbao           | Stade de Reims                 | Eintracht Frankfurt            |
| VII (7)     | 1961 | FC Barcelona         | Peñarol                   | River Plate                    | Atlético Madryt                |
| VIII (8)    | 1962 | FC Barcelona         | Real Saragossa            | Inter Mediolan                 | San Lorenzo                    |
| IX (9)      | 1963 | SL Benfica           | AC Fiorentina             | FC Barcelona                   | Valencia CF                    |
| X (10)      | 1964 | Real Betis           | SL Benfica                | Real Madryt                    | CA Boca Juniors                |
| XI (11)     | 1965 | Real Saragossa       | SL Benfica                | CR Flamengo                    | Real Betis                     |
| XII (12)    | 1966 | Real Madryt          | Torino Calcio             | Real Saragossa                 | Corinthians Paulista           |
| XIII (13)   | 1967 | Valencia CF          | Real Madryt               | Peñarol                        | CR Vasco de Gama               |
| XIV (14)    | 1968 | Atlético Madryt      | FC Barcelona              | Real Madryt                    | Valencia CF                    |
| XV (15)     | 1969 | SE Palmeiras         | Real Madryt               | Estudiantes de La Plata        | Atlético Madryt                |
| XVI (16)    | 1970 | Real Madryt          | Independiente Avellaneda  | A.C. Milan                     | Athletic Bilbao                |
| XVII (17)   | 1971 | SL Benfica           | Peñarol                   | Valencia CF                    | Atlético Madryt                |
| XVIII (18)  | 1972 | Athletic Bilbao      | SL Benfica                | Botafogo FR                    | Bayern Monachium               |
| XIX (19)    | 1973 | RCD Espanyol         | Athletic Bilbao           | AFC Ajax                       | Juventus FC                    |
| XX (20)     | 1974 | SE Palmeiras         | RCD Espanyol              | FC Barcelona                   | Santos FC                      |
| XXI (21)    | 1975 | SE Palmeiras         | Real Madryt               | Dinamo Moskwa                  | Real Saragossa                 |
| XXII (22)   | 1976 | Atlético Madryt      | Athletic Bilbao           | SE Palmeiras                   | Club Nacional de Football      |
| XXIII(23)   | 1977 | Atlético Madryt      | Inter Mediolan            | CR Vasco de Gama               | Cádiz CF                       |
| XIV (24)    | 1978 | Atlético Madryt      | River Plate               | Valencia CF                    | Bologna FC                     |
| XXV (25)    | 1979 | CR Flamengo          | Újpesti Dózsa             | FC Barcelona                   | Cádiz CF                       |
| XXVI (26)   | 1980 | CR Flamengo          | Real Betis                | Dinamo Tbilisi                 | Cádiz CF                       |
| XXVII (27)  | 1981 | Cádiz CF             | Sevilla FC                | CSKA Sofia                     | SE Palmeiras                   |
| XXVIII(28)  | 1982 | Real Madryt          | Real Sociedad             | Real Betis                     | Cádiz CF                       |
| XIX(29)     | 1983 | Cádiz CF             | Real Betis                | Peñarol                        | Lewski Sofia                   |
| XXX(30)     | 1984 | Sporting Gijón       | Athletic Bilbao           | Cádiz CF                       | FC Barcelona                   |
| XXXI(31)    | 1985 | Cádiz CF             | Grêmio Porto Alegre       | Sevilla FC                     | FK Sarajevo                    |
| XXXII(32)   | 1986 | Cádiz CF             | Real Betis                | Botafogo FR                    | Sporting CP                    |
| XXXIII(33)  | 1987 | Vasco de Gama        | Cádiz CF                  | Club Nacional de Football      | Sevilla FC                     |
| XXXIV(34)   | 1988 | Vasco de Gama        | Atlético Madryt           | Cádiz CF                       | Peñarol                        |
| XXXV(35)    | 1989 | Vasco de Gama        | Club Nacional de Football | Atlético Madryt                | Cádiz CF                       |
| XXXVI(36)   | 1990 | Atlético Mineiro     | Santos FC                 | Cádiz CF                       | Atlético Madryt                |
| XXXVII(37)  | 1991 | Atlético Madryt      | Cádiz CF                  | Atlético Mineiro               | Sevilla FC                     |
| XXXVIII(38) | 1992 | São Paulo FC         | Real Madryt               | PSV Eindhoven                  | Cádiz CF                       |
| XXXIX(39)   | 1993 | Cádiz CF             | SE Palmeiras              | Atlético Madryt                | São Paulo FC                   |
| XXXX(40)    | 1994 | Cádiz CF             | Sevilla FC                | Real Madryt                    | SSC Napoli                     |
| XLI(41)     | 1995 | Atlético Madryt      | Real Betis                | Cádiz CF                       | Real Saragossa                 |
| XLII(42)    | 1996 | Corinthians Paulista | Real Betis                | Atlético Celaya                | Cádiz CF                       |
| XLIII(43)   | 1997 | Atlético Madryt      | CD Tenerife               | SC Corinthians Paulista        | Cádiz CF                       |
| XLIV(44)    | 1998 | Deportivo La Coruña  | Cádiz CF                  | UC Sampdoria                   | Real Betis                     |
| XLV(45)     | 1999 | Real Betis           | SS Lazio                  | Cádiz CF                       | CR Vasco de Gama               |
| XLVI(46)    | 2000 | Real Betis           | Cádiz CF                  | –                              | –                              |
| XLVII(47)   | 2001 | Real Betis           | Málaga CF                 | Celta de Vigo                  | Cádiz CF                       |
| XLVIII(48)  | 2002 | RCD Mallorca         | Valencia CF               | Real Betis                     | Cádiz CF                       |
| XLIX(49)    | 2003 | Atlético Madryt      | Málaga CF                 | Real Betis                     | Cádiz CF                       |
| L (50)      | 2004 | Sevilla FC           | Valencia CF               | Cádiz CF                       | SS Lazio                       |
| LI (51)     | 2005 | FC Barcelona         | Cádiz CF                  | Sporting de Braga              | Sevilla FC                     |
| LII (52)    | 2006 | Cádiz CF             | Real Betis                | Villarreal CF                  | Real Madryt                    |
| LIII (53)   | 2007 | Real Betis           | Real Saragossa            | Real Madryt                    | Cádiz CF                       |
| LIV (54)    | 2008 | Sevilla FC           | Cádiz CF                  | Athletic Bilbao                | Villarreal CF                  |
| LV (55)     | 2009 | Sevilla FC           | Deportivo La Coruña       | Cádiz CF                       | Valencia CF                    |
| LVI (56)    | 2010 | RCD Espanyol         | Atlético Madryt           | Sevilla FC                     | Cádiz CF                       |
| LVII (57)   | 2011 | Cádiz CF             | Málaga CF                 | Udinese Calcio                 | Sporting CP                    |
| LVIII (58)  | 2012 | Nacional Funchal     | Rayo Vallecano            | CA Osasuna                     | Cádiz CF                       |

## Statystyki
| Lp.    | Klub                      | Zdobywca | Finalista | Lata triumfów                                  |
| ------ | ------------------------- | -------- | --------- | ---------------------------------------------- |
| 1.     | Cádiz CF                  | 8        | 6         | 1981, 1983, 1985, 1986, 1993, 1994, 2006, 2011 |
| 2.     | Atlético Madryt           | 8        | 3         | 1968, 1976, 1977, 1978, 1991, 1995, 1997, 2003 |
| 3.     | Real Madryt               | 6        | 4         | 1958, 1959, 1960, 1966, 1970, 1982             |
| 4.     | Sevilla FC                | 6        | 3         | 1955, 1956, 1957, 2004, 2008                   |
| 5.     | Real Betis                | 5        | 6         | 1964, 1999, 2000, 2001, 2007                   |
| 6.     | FC Barcelona              | 3        | 2         | 1961, 1962, 2005                               |
| 7.     | SE Palmeiras              | 3        | 1         | 1969, 1974, 1975                               |
| 8.     | CR Vasco da Gama          | 3        | 0         | 1987, 1988, 1989                               |
| 9.     | SL Benfica                | 2        | 3         | 1963, 1971                                     |
| 10.    | RCD Espanyol              | 2        | 1         | 1973, 2010                                     |
| 11.    | CR Flamengo               | 2        | 0         | 1979, 1980                                     |
| 12.    | Athletic Bilbao           | 1        | 5         | 1972                                           |
| 13-14. | Real Saragossa            | 1        | 2         | 1965                                           |
|        | Valencia CF               | 1        | 2         | 1967                                           |
| 15.    | Deportivo La Coruña       | 1        | 1         | 1998                                           |
| 16-21. | Sporting Gijón            | 1        | 0         | 1984                                           |
|        | Atlético Mineiro          | 1        | 0         | 1990                                           |
|        | São Paulo FC              | 1        | 0         | 1992                                           |
|        | Corinthians Paulista      | 1        | 0         | 1996                                           |
|        | RCD Mallorca              | 1        | 0         | 2002                                           |
|        | Nacional Funchal          | 1        | 0         | 2012                                           |
| 22.    | Málaga CF                 | 0        | 3         |                                                |
| 23.    | Peñarol                   | 0        | 2         |                                                |
| 24-37. | Atlético de Portugal      | 0        | 1         |                                                |
|        | AC Fiorentina             | 0        | 1         |                                                |
|        | Torino Calcio             | 0        | 1         |                                                |
|        | Independiente Avellaneda  | 0        | 1         |                                                |
|        | Inter Mediolan            | 0        | 1         |                                                |
|        | River Plate               | 0        | 1         |                                                |
|        | Újpesti Dózsa             | 0        | 1         |                                                |
|        | Real Sociedad             | 0        | 1         |                                                |
|        | Grêmio Porto Alegre       | 0        | 1         |                                                |
|        | Club Nacional de Football | 0        | 1         |                                                |
|        | Santos FC                 | 0        | 1         |                                                |
|        | CD Tenerife               | 0        | 1         |                                                |
|        | SS Lazio                  | 0        | 1         |                                                |
|        | Rayo Vallecano            | 0        | 1         |                                                |